# Каламкаров, Вартан Александрович
Вартан Александрович Каламка́ров (1906—1992) — советский государственный деятель, заместитель председателя СНХ СССР — министр СССР (1963—1965).

## Биография
Родился 23 октября (6 ноября) 1906 года в Баку (ныне Азербайджан). Трудовую деятельность начал в 1923 году рассыльным Закавказской конторы торгового представительства СССР в Персии в Баку.
В 1931 году окончил АзПИ имени М. Азизбекова по специальности горный инженер.
В 1931 году — инженер по рационализации 1-го укрупнённого Сухаранского промысла комбината «Азнефть»; инженер по эксплуатации рационализаторско-исследовательского управления комбината «Азнефть».
В 1931—1932 годах — аспирант, ассистент АзНИ.
В 1932—1935 годах — старший инженер, заместитель главного инженера Ленинского промыслового управления Азнефти.
В 1935—1936 годах— главный инженер — заместитель управляющего трестом «Азизбековнефть».
В 1936—1937 годах — управляющий трестом «Орджоникидзенефть».
В 1937—1938 годах — главный инженер — заместитель начальника «Азнефтекомбината».
В 1938 году — инспектор при наркоме тяжёлой промышленности СССР.
В 1938—1939 годах — главный инженер — заместитель управляющего объединением «Востокнефтедобыча». Член ВКП(б) с 1939 года.
В 1939—1940 годах — главный инженер — заместитель начальника Главного управления добычи нефти в восточных районах СССР наркомата нефтяной промышленности СССР.
В 1940—1942 годах — начальник технического отдела наркомата нефтяной промышленности СССР.
В 1942—1944 годах — начальник «Куйбышевнефтекомбината».
В 1944—1945 годах — начальник технического отдела НКНП СССР.
В 1945—1946 годах — заместитель НКНП СССР.
В 1946—1948 годах — первый заместитель министра нефтяной промышленности восточных районов СССР.
В 1948—1955 годах — заместитель МНП СССР.
В 1955—1957 годах — заместитель председателя Госплана СССР.
В 1957—1963 годах — начальник отдела нефтяной и газовой промышленности, член коллегии Госплана СССР.
В 1963—1965 годах — заместитель председателя СНХ СССР — министр СССР.
В 1965—1974 годах — заместитель председателя Государственного комитета СМ СССР по материально-техническому снабжению (Госснаба) СССР.
С октября 1974 года персональный пенсионер союзного значения.
Умер 9 ноября 1992 года. Похоронен в Москве на Донском кладбище.

## Награды и премии
- три ордена Ленина (в том числе 05.11.1956)
- орден Октябрьской Революции
- три ордена Трудового Красного Знамени
- орден Красной Звезды
- Ленинская премия (1962) — за новую систему разработки нефтяных месторождений с применением внутриконтурного заводнения и её осуществление на крупнейшем в СССР Ромашкинском нефтяном месторождении
- Сталинская премия первой степени (1949) — за разработку и освоение законтурного заводнения Туймазинского нефтяного месторождения, значительно повысившего его нефтеотдачу.
- Почётная грамота Президиума Верховного Совета СССР